# Новое Остапово
Новое Остапово (укр. Нове Остапове) — село,
Остапьевский сельский совет,
Великобагачанский район,
Полтавская область,
Украина.
Код КОАТУУ — 5320283603. Население по переписи 2001 года составляло 284 человека.

## Географическое положение
Село Новое Остапово находится на правом берегу реки Псёл,
выше по течению примыкают сёла Остапье и Подгорье,
на противоположном берегу — село Каленики (Решетиловский район).
Река в этом месте извилистая, образует лиманы, старицы (Ломаная) и заболоченные озёра.

## Экономика
- Молочно-товарная и птице-товарная фермы.